# UTC−1:00

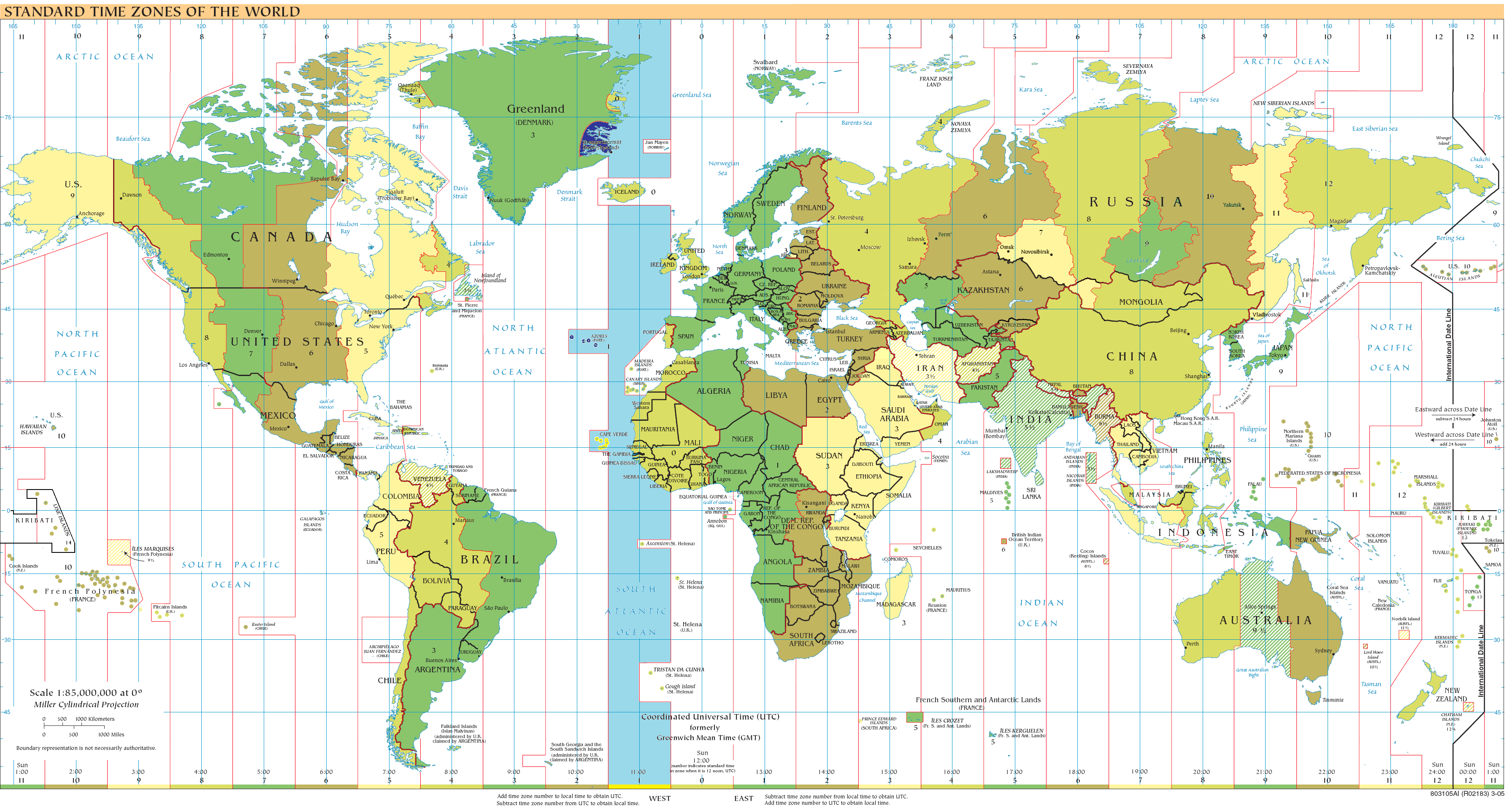
UTC−1 на карте часовых поясов мира:
синим — Иллоккортоормиут (Гренландия) и Азорские острова — зона UTC−1 зимой (ноябрь-март) в Северном полушарии (летом (апрель-октябрь) — UTC+0);
голубым — зона UTC−1 в океанах;
ярко-жёлтым — острова Кабо-Верде — зона UTC−1 круглогодично

UTC−1 — часовой пояс, использующийся в следующих государствах и территориях:

## В течение всегогода
- Кабо-Верде

## ЗимойвСеверном полушарии
- Азорские острова ( Португалия)

## ЛетомвСеверном полушарии
- Гренландия ( Дания):
  - Большая часть (за исключением полуострова Хейс; Данмарксхавна, и прилегающих к ним территорий)